# Ларрі Богданов
Ларрі Богданов (англ. Larry Bogdanow; 24 лютого 1947 — 29 червня 2011) - американський ресторанний архітектор.

## Біографія
Народившись в Х'юстоні, штат Техас, Богданов закінчив Вашингтонський університет у Сент-Луїсі, штат Міссурі, в 1970 році.
Він переїхав до Нью-Йорка і вивчав архітектуру в Інституті Пратта в Брукліні (штат Нью-Йорк), де отримав ступінь бакалавра в 1977 році.
Він розпочав свою кар'єру в архітектурній фірмі «Beyer Blinder Belle», але швидко пішов, щоб створити власну фірму «New City Designs» в 1978 році. Ця фірма врешті стала «Bogdanow Partners Architects».
Його фірма стала відомою завдяки проектуванню архітектури кількох відомих ресторанів Нью-Йорка, включаючи кафе Union Square та багато інших, включаючи Savoy, Cub Room, Atlas, Follonico, Kelley & Ping, City Hall, Kin Khao, Union Pacific та Кінозал. За межами Нью-Йорка його фірма відповідала за дизайн Rubicon в Сан-Франциско, кафе Lexington Square у Вестчестері та Adagio в Чикаго.
Богданов помер 29 червня 2011 року на Манхеттені,  у віці 64 років .